# Новоселівка (Миргородський район)
Новосе́лівка — село в Україні в Миргородському районі Полтавської області. Населення становить 247 осіб. Входить до складу Сергіївської сільської громади.

## Географія
Село Новоселівка розташоване за 1 км від річки Татарка, за 4 км від річки Хорол, на відстані 1 км розташоване село Венеславівка.
По селу тече струмок, що пересихає із заґатою.
Відстань до міста Гадяч становить майже 23 км і проходить автошляхом Т 1705.

## Цікавий факт
Герб Новоселівки повторює Герб Гафелпафу.

## Історія
- 1840 — засноване, до 1932 р. мало назву Борсукове.
- 1932 — перейменоване на Новоселівка.
- Село постраждало внаслідок геноциду українського народу, проведеного окупаційним урядом СССР 1923—1933 та 1946–1947 роках.
- До 2016 року орган місцевого самоврядування — Качанівська сільська рада.
- Після ліквідації Гадяцького району у липні 2020 року увійшло до Миргородського району.[1]

## Населення

### Мова
Розподіл населення за рідною мовою за даними перепису 2001 року:
| Мова       | Кількість | Відсоток |
| ---------- | --------- | -------- |
| українська | 234       | 94.74%   |
| російська  | 12        | 4.86%    |
| румунська  | 1         | 0.40%    |
| Усього     | 247       | 100%     |